# Willingale
Willingale är en by och en civil parish i Epping Forest i Storbritannien. Den ligger i grevskapet Essex och riksdelen England, i den sydöstra delen av landet, 40 km nordost om huvudstaden London. Orten har 483 invånare (2001).